# Klaudio Ndoja
Klaudio Ndoja (Scutari, 18 maggio 1985) è un ex cestista e allenatore di pallacanestro albanese con cittadinanza italiana.

## Carriera
Cresciuto nel Vllaznia Scutari, nel 1998 sbarca inn Italia su un gommone di clandestini, vicenda che ha ispirato il libro "La Morte è certa, la Vita no - La Storia di Klaudio Ndoja". Dopo un inizio nel CSI grazie a un parroco milanese e due anni di dilettantismo a Desio, Ndoja viene ingaggiato dal Casalpusterlengo. Successive tappe a Sant'Antimo e Borgomanero, prima di approdare nella Serie A con l'Orlandina. Dopo l'esclusione dell'Orlandina dalla serie A si accasa in Legadue allo Scafati Basket, dove giocherà 35 partite tra regular season e play-off, realizzando 19,8 minuti e 8,4 punti di media a partita.
Nel 2009 si trasferisce all'Aurora Basket Jesi.
L'anno successivo rappresenta l'Italia al 3vs3 Street Basket World Championship, che si è svolto a Mosca dal 28 luglio al 1º agosto 2010.
Durante la manifestazione il terzetto azzurro guidato da Ndoja, e composto anche dal suo ex compagno di squadra Óscar Gugliotta, si classificherà al terzo posto a scapito della Romania.
Inoltre le ottime percentuali dall'arco consentiranno all'ala italo-albanese di aggiudicarsi il premio come miglior tiratore del torneo.
Il 19 agosto 2010 viene ufficialmente presentato dal Basket Club Ferrara alla stampa. Dove totalizzerà 33,6 minuti e 14,7 punti di media stagionali.
Nonostante fosse richiesto da alcune società di Lega A, nella stagione 2011-12 si accorda con la formazione di Brindisi, partecipante al campionato di Legadue, di cui è subito capitano. Costretto a saltare il finale di stagione regolare per un infortunio muscolare, torna a disposizione per guidare la sua squadra nei playoff, e ottenendo la promozione in Serie A nella gara 4 di finale contro Pistoia, dopo solo un anno di permanenza in Legadue. Nell'estate del 2013 viene ingaggiato dalla Guerino Vanoli Basket.

## Nazionale
Ha partecipato e vinto con la nazionale albanese under 18 la FIBA Europe Under-18 Championship "Division C" svoltasi a Malta nel 2003, contro le rappresentative di Scozia, Andorra, Malta e Gibilterra.
In questo torneo Ndoja conquista la classifica marcatori segnando complessivamente 85 punti, con un massimale a referto di 29 punti 10 rimbalzi e 4 assist realizzati contro la Scozia.
Nell'estate del 2012 risponde alla convocazione della nazionale maggiore albanese per partecipare alle qualificazioni del Campionato europeo di Basket 2013.

## Caratteristiche
Atleta dotato di grande prestanza fisica, viene definito particolarmente duttile per la sua capacità di giocare sia da numero 3 sia da 4, grazie anche alle sue buone doti di tiratore.
Per il suo carattere deciso e determinato viene soprannominato "Il Gladiatore"

## Palmarès
- Campionato italiano dilettanti: 1

Virtus Bologna: 2016-17
- Coppa Italia Serie A2: 3

Brindisi: 2011-12
Scaligera Verona: 2015
Virtus Bologna: 2016-17
- Promozioni in Serie A: 2

Brindisi: 2011-12
Virtus Bologna: 2016-17